# I Carry You with Me
I Carry You with Me (španělsky Te llevo conmigo) je americko-mexický hraný film z roku 2020, který režírovala Heidi Ewing podle vlastního scénáře. Snímek měl světovou premiéru na Sundance Film Festivalu 26. ledna 2020.

## Děj
Iván žije v mexickém městě Puebla, kde se vyučil kuchařem. Ve svém zaměstnání však nevidí budoucnost a přemýšlí o emigraci do USA. Jednoho večera v gay baru potká Gerarda a tak začne jejich vztah. Iván má však dítě z předchozího vztahu a obává se, že jeho bývalá přítelkyně mu zakáže kontakt se synem, pokud zjistí, že je gay. Iván nakonec odjede nelegálně do USA, kde doufá v lepší život. Nicméně v New Yorku je rychle konfrontován s realitou a vykonává podřadné práce. Gerardo za ním po čase také přijede. Teprve v New Yorku mohou mít veřejný vztah, který by byl u jejich rodin v Mexiku nemyslitelný. Během dvaceti let se Iván vypracuje a vybuduje vlastní restauraci. Protože je v USA stále nelegálně, nemůže se však vrátit a ani jeho syn nedostane vízum pro vstup do USA.

## Obsazení
| Armando Espitia    | Iván          |
| Christian Vázquez  | Gerardo       |
| Michelle Rodríguez | Sandra        |
| Ángeles Cruz       | Rosa Maria    |
| Arcelia Ramírez    | Magda         |
| Michelle González  | Paola         |
| Raúl Briones       | Marcos        |
| Pascacio López     | César         |
| Luis Alberti       | Cucusa        |
| Yael Tadeo         | mladý Iván    |
| Nery Arredondo     | mladý Gerardo |
| Alexia Morales     | mladá Sandra  |

## Ocenění
- Festival International du Film de La Roche-sur-Yon – nominace v soutěži Nouvelles Vagues (Heidi Ewing)
- Mediální cena GLAAD – nominace v kategorii Outstanding Film – Limited Release
- Independent Spirit Awards – nominace v kategoriích nejlepší filmový debut a nejlepší střih
- Molodist International Film Festival – nominace do soutěže (Heidi Ewing)
- Sundance Film Festival – cena publika v sekci NEXT (Heidi Ewing), NEXT Innovator Award (Heidi Ewing)